# Nate Dogg
Натаниэ́ль Дуэ́йн Хейл (англ. Nathaniel Dwayne Hale; 19 августа 1969, Кларксдейл, Миссисипи, США — 15 марта 2011, Лонг-Бич, Калифорния, США), более известный как Nate Dogg (рус. Не́йт Догг) — американский исполнитель в стиле  G-Funk

## Жизнь и карьера
Родился в Кларксдейле (штат Миссисипи), в четырнадцать лет переехал в Лонг-Бич (Калифорния) после развода родителей. Он начал петь, ещё будучи ребёнком, в церковном хоре New Hope Baptist Church в Лонг-Бич, и в Life Line Baptist Church в городе Кларксдейл, штат Миссисипи, где его отец (Дэниел Ли Хейл) был священником. В 16 лет он бросил школу и ушёл из дома, чтобы служить в Корпусе морской пехоты США, где прослужил три года.
Он был другом и партнёром таких рэперов, как Snoop Dogg, Warren G, RBX, Daz Dillinger, также был двоюродным братом Butch Cassidy и Lil' ½ Dead. С одним своим двоюродным братом Snoop Dogg'ом и его другом Warren G состояли в банде Rollin' 20’s Crips восточного района Лонг-Бич. Позже они образовали группу 213, название означало код штата Калифорния. Своё первое демо они записали на знаменитой звукозаписывающей студии V.I.P в Лонг-Бич. Позже, на вечеринке, это демо услышал Dr. Dre, который был впечатлен душевным голосом Нейта.
Официальный дебют состоялся на альбоме Dr. Dre The Chronic 1992 года, после этого Шуг Найт подписал с ним контракт на Death Row Records. Следующее его появление — альбом Doggystyle Snoop Dogg'a. В 1994 году спродюсировал свой первый сингл с Warren G — «Regulate», который стал хитом.
За следующие несколько лет записывал песни с Тупаком и другими рэперами. Его дебютный альбом G-Funk Classics Vol.1 неплохо стартовал в продажах, однако тираж его был небольшой, а доиздавать диски не стали. Нейт ушёл от Шуга Найта.
Создал собственный лейбл The Dogg Foundation, на котором в 1998 году вышел двойной альбом G-Funk Classics, Vol. 1 & 2
В 2000 году Nate Dogg’а арестовали и отпустили под залог в 1 миллион долларов после того как он отказался оспаривать предъявленные ему обвинения. В апреле 2002 году он был арестован в штате Аризона за хранение огнестрельного оружия и наркотиков. В мае 2002 года Nate Dogg признал себя виновным и был приговорен к испытательному сроку и общественно-полезным работам. Также он был обязан ходить на встречи по лечению от наркозависимости.
В 2001 году с ним заключил контракт лейбл Elektra Records. Вышел альбом Music & Me, преодолевший «золотую» отметку. Альбом выделялся большим списком приглашённых музыкантов.
Одноимённый альбом Nate Dogg, записанный с 2002 по 2003 год, должен был выйти в апреле 2004 года, но после многочисленных задержек и откладываний, выпуск состоялся в 2008 году через Интернет.
2004 год ознаменовался воссоединением 213. Трое старинных друзей выпустили альбом The Hard Way. Альбом добрался до 4-го места в чарте Billboard, а также побывал во множестве других хит-парадах.

У Nate Dogg’a также осталось два сына, которые впоследствии стали рэперами: Lil Nate Dogg и NHale. NHale, прежде занимавшийся футболом, недавно начал музыкальную карьеру, став джи-фанк исполнителем. Многие музыкальные критики замечают, что голос NHale очень схож с голосом отца. 5 февраля 2020 года он уже выпусти мини-альбом «Young OG» и 20 октября того же года второй мини-альбом «Young Dogg»

## Инсульты и здоровье
19 декабря 2007 года Nate Dogg перенёс инсульт. Об этом сообщил руководитель его недавно образованного церковного хора Innate Praise. Как утверждали СМИ, Натаниэль был доставлен в госпиталь Pomona Valley Medical Center города Помона, Калифорния после перенесённого сердечного приступа.
Эрика Беквит рассказала MTV News, что Nate Dogg’а выписали 26 декабря после лечения инсульта, и он был направлен в медико-реабилитационное учреждение для дальнейшего лечения. В январе 2008 года было официально объявлено, что инсульт вызвал паралич левой стороны тела. Врачи считали, что Натаниэль полностью вылечится, и на его голосе это никак не скажется. Но в сентябре 2008 года у него случился второй инсульт. Warren G позже подтвердил, что после второго инсульта Nate лечится при помощи физиотерапии в попытке вернуться к нормальной жизни, но остаётся неясным, сможет ли он продолжать карьеру музыканта.

## Смерть
Nate Dogg умер 15 марта 2011 года в Лонг-Бич в возрасте 41 года в результате осложнений от двух инсультов, перенесённых ранее в 2007 и 2008 годах. Свои соболезнования семье и близким Натаниэля выразили его коллеги и друзья: Ludacris, The Game, 50 Cent, Snoop Dogg, Daz Dillinger, Xzibit, Mr. Capone-E, Erykah Badu, Murs, Big Pooh, Big Syke, Fabolous, Shade Sheist, Knoc-Turn'al, Ice-T, Рик Росс, Warren G, Lil Jon, Eminem и Lupe Fiasco. Рэпер The Game меньше чем через 48 часов после смерти Натаниэля записал трибьют-песню под названием «All Doggs Go to Heaven (R.I.P. Nate Dogg)», в которой звучат семплы с вокалом Nate Dogg’а из песен «Area Codes» и «The Next Episode».
26 марта 2011 года состоялись похороны, проводить в последний путь Натаниэля пришли многие друзья и коллеги, в том числе Snoop Dogg, Dr. Dre, Game, Xzibit и многие другие. Похоронен в городе Лонг-Бич.

## Дискография
Студийные альбомы
- 1997 — G-Funk Classics, Vol. 1 / Death Row Records
- 1998 — G-Funk Classics, Vol. 1 & 2 / Breakaway Records
- 2001 — Music & Me / Elektra Records
- 2008 — Nate Dogg / Aeg Digital Records

Компиляции
- 2002 — Essentials / Victor Records

Микстейпы
- 2001 — Nate Dogg and Friends / K-Town Records
- 2009 — Tha Bosses / Thump Records
- 2010 — G-Funk Mix / Thump Records

В составе 213
- 2004 — The Hard Way / TvT Records

## Фильмография
- Песня «One More Day» вошла в саундтрек фильма Dr. Dre — Murder Was the Case, со Snoop Dogg'ом в главной роли (1994)
- Песня «I Got Love» вошла в саундтрек фильма «Перевозчик» (2002)
- Исполнитель заглавной песни скетча «The Braided Bunch» шоу Doggy Fizzle Televizzle (2002—2003)
- Сыграл самого себя в фильме «Глава государства» (также исполнитель/композитор заглавной песни) (2003)
- Трек «Keep it Coming» вошёл в саундтрек игры Need For Speed: Underground (2003)
- Участвовал в озвучивании анимационного сериала «Гетто» (2007)

## Награды/номинации
Nate Dogg был номинирован на четыре премии «Грэмми».
| Категория                                                       | Жанр | Песня              | Год  | Итог        |
| --------------------------------------------------------------- | ---- | ------------------ | ---- | ----------- |
| Лучшее рэп/песенное совместное исполнение (вместе с Eminem)     | Рэп  | «Shake That»       | 2007 | Номинирован |
| Лучшее рэп/песенное совместное исполнение (вместе с Ludacris)   | Рэп  | «Area Codes»       | 2003 | Номинирован |
| Лучшее рэп исполнение дуэтом или группой (Dr. Dre и Snoop Dogg) | Рэп  | «The Next Episode» | 2001 | Номинирован |
| Лучшее рэп исполнение дуэтом или группой (вместе с Warren G)    | Рэп  | «Regulate»         | 1995 | Номинирован |